# Adolfas Ramanauskas
Adolfas Ramanauskas, ps. „Vanagas” (ur. 6 marca 1918 w New Britain (Connecticut), zm. 29 listopada 1957 w Wilnie) – litewski wojskowy, dowódca partyzancki, pułkownik, uczestnik antysowieckiego podziemia niepodległościowego, sygnatariusz deklaracji Rady Ruchu Walki o Wolność Litwy.

## Życiorys
Urodził się w Stanach Zjednoczonych. W 1921 rodzina Ramanauskasów wróciła na Litwę. W 1936 Ramanauskas ukończył gimnazjum „Žiburys” w Łoździejach (według innych źródeł w 1937), a następnie Instytut Pedagogiczny w Kłajpedzie i Szkołę Wojenną w Kownie. W latach 1940–1945 pracował jako wykładowca w Seminarium Nauczycielskim w Olicie (według innych źródeł w latach 1940–1941 pracował także jako nauczyciel w Druskienikach). W czerwcu 1941, po ataku III Rzeszy na Związek Sowiecki brał udział w antysowieckim powstaniu (tzw. powstanie czerwcowe, lit. 1941 m. birželio sukilimas), dowodził oddziałem partyzanckim w okolicy Druskienik.
Po ponownym wkroczeniu wojsk sowieckich na Litwę porzucił pracę w szkole i kwietniu 1945 dołączył do antykomunistycznego ruchu partyzanckiego. Na początku dowodził oddziałem partyzanckim w okolicach Niemonajciów. Latem 1945 objął dowództwo batalionu w Mereczy. Od 1946 dowodził oddziałem „Mereczanka”, a od jesieni 1947 dowodził całością Okręgu Dainava. W 1948 stanął na czele Obszaru Południowego („Niemen”).
W lutym 1949 brał udział w naradzie dowódców partyzantki litewskiej na terenie Okręgu Prisikėlimas między Radziwiliszkami a Bejsagołą, na której 16 lutego została przyjęta deklaracja Rady Litewskiego Ruchu Walki o Wolność (lit. Lietuvos laisvės kovos sąjūdis, LLKS). Ramanauskasowi powierzono funkcję zastępcy przewodniczącego Prezydium Rady LLKS Jonasa Žemaitisa „Vytautasa”. Na początku 1950 Ramanauskas został dowódcą sił zbrojnych LLKS oraz otrzymał stopień pułkownika.
Równolegle z działalnością zbrojną brał udział w redagowaniu i wydawaniu prasy podziemnej, w której również publikował: „Trečias skambutis” (1945), „Mylėk Tėvynę” (1946–1947), „Laisvės Varpas” (1947–1949), „Swobodnoje słowo” (1947–1949, skierowane do żołnierzy sowieckich), „Partizanas” (1949–1950), „Miško brolis” (1951–1952). W latach 1948–1952 wydawał biuletyn z wiadomościami międzynarodowymi. Był również autorem wspomnień (wydanych po odzyskaniu niepodległości przez Litwę) „Daugel krito sūnų...”
Po wycofaniu się z partyzantki na początku 1952 przez kilka lat ukrywał się wraz z rodziną na podstawie fałszywych dokumentów. Poszukiwaniami Ramanauskasa w tym czasie zajmowała się specjalna sowiecka grupa operacyjna. Tylko do 1956 zostało w tym celu zwerbowanych 30 agentów, a następnie kolejnych 20. Poszukiwaniami kierowali szef IV Zarządu MGB/KGB Litewskiej SRR Petras Raslanas oraz naczelnik II Wydziału IV Zarządu Nachman Duszanski. 12 października 1956 Ramanauskas wraz z żoną zostali ujęci w Kownie i natychmiast przewiezieni do siedziby KGB Litewskiej SRR w Wilnie.
W czasie śledztwa Ramanauskas był poddany torturom. 25 października 1957 został skazany przez Sąd Najwyższy Litewskiej SRR na karę śmierci. Wyrok został wykonany 29 listopada tego samego roku w Wilnie. Miejsce pochówku pozostawało nieznane. 7 czerwca 2018 przedstawiciele Uniwersytetu Wileńskiego ogłosili odnalezienie szczątków Ramanauskasa na cmentarzu na Antokolu w Wilnie (w części zwanej Cmentarzem Sierocym). Tożsamość pochowanego została potwierdzona na podstawie analizy antropologicznej, porównania fotografii czaszki i zdjęć osoby oraz badania DNA.
6 października 2018 roku szczątki Ramanauskasa zostały uroczyście złożone na cmentarzu na Antokolu. Pogrzeb miał charakter państwowy.

## Rodzina
7 października 1945 w kościele w Nedzingė ożenił się z Birutė Mažeikaitė. Ślubu udzielił im łącznik Okręgu Dainava ks. Zigmas Neciunskas-Elytė. Po aresztowaniu w 1956 Birutė Mažeikaitė-Ramanauskienė została skazana na 8 lat więzienia. Zmarła 19 marca 1996 w Kownie. W 1998 otrzymała pośmiertnie status ochotnika wojennego, a 17 listopada 2009 została odznaczona Krzyżem Oficerskim Orderu Krzyża Pogoni.
Ich córka, Auksutė Ramanauskaitė-Skokauskienė (ur. 1948) jest działaczką Litewskiego Związku Więźniów Politycznych i Zesłańców, w latach 2008–2012 była posłem na Sejm z ramienia Związku Ojczyzny.

## Upamiętnienie
22 grudnia 1997 otrzymał pośmiertnie status ochotnika wojennego. Dekretem prezydenta Algirdasa Brazauskasa z 26 stycznia 1998 został awansowany do stopnia generała brygady, natomiast prezydent Valdas Adamkus odznaczył go najwyższym litewskim odznaczeniem wojskowym, Krzyżem Wielkim Orderu Krzyża Pogoni. Jego imię w 1994 otrzymała Szkoła Średnia nr 2 w Olicie, w budynku której mieściło się Seminarium Nauczycielskie, w którym pracował (obecnie Gimnazjum im. Adolfasa Ramanauskasa „Vanagasa” w Olicie).

## Kontrowersje
W 2009 Ramanauskas znalazł się na liście opublikowanej na stronie internetowej Stowarzyszenia Litewskich Żydów w Izraelu, zawierającej nazwiska ok. 3 tysięcy Litwinów biorących udział w Zagładzie Żydów. Według autorów strony, Ramanauskas to okrutny masowy morderca, jeden z głównych morderców Żydów w Druskienikach, Mereczy, Butrymańcach, Jeźnie i innych. Córka Ramanauskasa, Auksutė Ramanauskaitė-Skokauskienė, stanowczo zaprzeczyła tym oskarżeniom, zaś Centrum Badania Ludobójstwa i Ruchu Oporu Mieszkańców Litwy wydało oświadczenie, w którym stwierdziło, że Ramanauskas brał udział w powstaniu czerwcowym 1941 i dowodził 18-osobowym oddziałem pełniącym wyłącznie funkcje porządkowe. Strona zawierająca oskarżenie Ramanauskasa o udział w mordowaniu Żydów została zamknięta, a opublikowana wcześniej lista jest poddawana dodatkowej weryfikacji. Jesienią 2017 pisarka Rūta Vanagaitė w wywiadzie telewizyjnym stwierdziła, że Ramanauskas w 1940 podjął współpracę z NKWD, później jednak wycofała się ze swoich oskarżeń. Jednocześnie dyrektor biura Centrum Szymona Wiesenthala Efraim Zuroff oświadczył, że Ramanauskas brał udział w mordach na Żydach w czasie Holocaustu. W tym samym czasie Litewska Wspólnota Żydów wydała oświadczenie, że nie są jej znane żadne dowody, które potwierdzałyby udział Ramanauskasa w Zagładzie Żydów.

## Odznaczenia
- Wielki Krzyż Komandorski Orderu Krzyża Pogoni (6 marca 1998)[14]
- Krzyż Wielki Orderu Krzyża Pogoni (1 lutego 1999)[15]